# KV17
A KV17, localizada no Vale dos Reis em Egito, é a tumba do Faraó Seti I da décima nona dinastia. É uma das mais bem decoradas tumbas do Vale, mas atualmente encontra-se quase sempre fechada ao público por causa dos danos. Foi descoberta por Giovanni Battista Belzoni em 16 de Outubro de 1817.
A mais comprida tumba do Vale, com 136 metros, e contém as mais bem preservadas relíquias em todas as suas onze câmaras e salas anexas. Uma das câmaras do fundo é decorada com o ritual de abertura de boca do livro dos mortos, uma magia que afirma que os órgãos de comer e beber do morto irão funcionar devidamente. Como acreditava-se na necessidade desses órgãos na "vida do além", esse ritual tinha era bastante importante. O sarcófago da tumba encontra-se atualmente no museu Soane em Londres. Há ainda no KV17 um túnel longo não completamente explorado que penetra na montanha a partir do local aonde se situava o sarcófago, no túmulo da câmara.
O KV17 foi muito danificado quando Jean-François Champollion, tradutor da Pedra de Rosetta e o decifrador dos hieróglifos, removeu duas grandes seções de paredes com imagens espelhadas durante sua expedição em 1828-29. As cenas estão agora no museu do Louvre e no museu de Florença.
A tumba veio a ser conhecida como a "tumba de Apis" quando Giovanni Battista Belzoni encontrou na tumba um touro, símbolo da força no Antigo Egito, mumificado em um quarto anexo à sala funerária.

## Galería

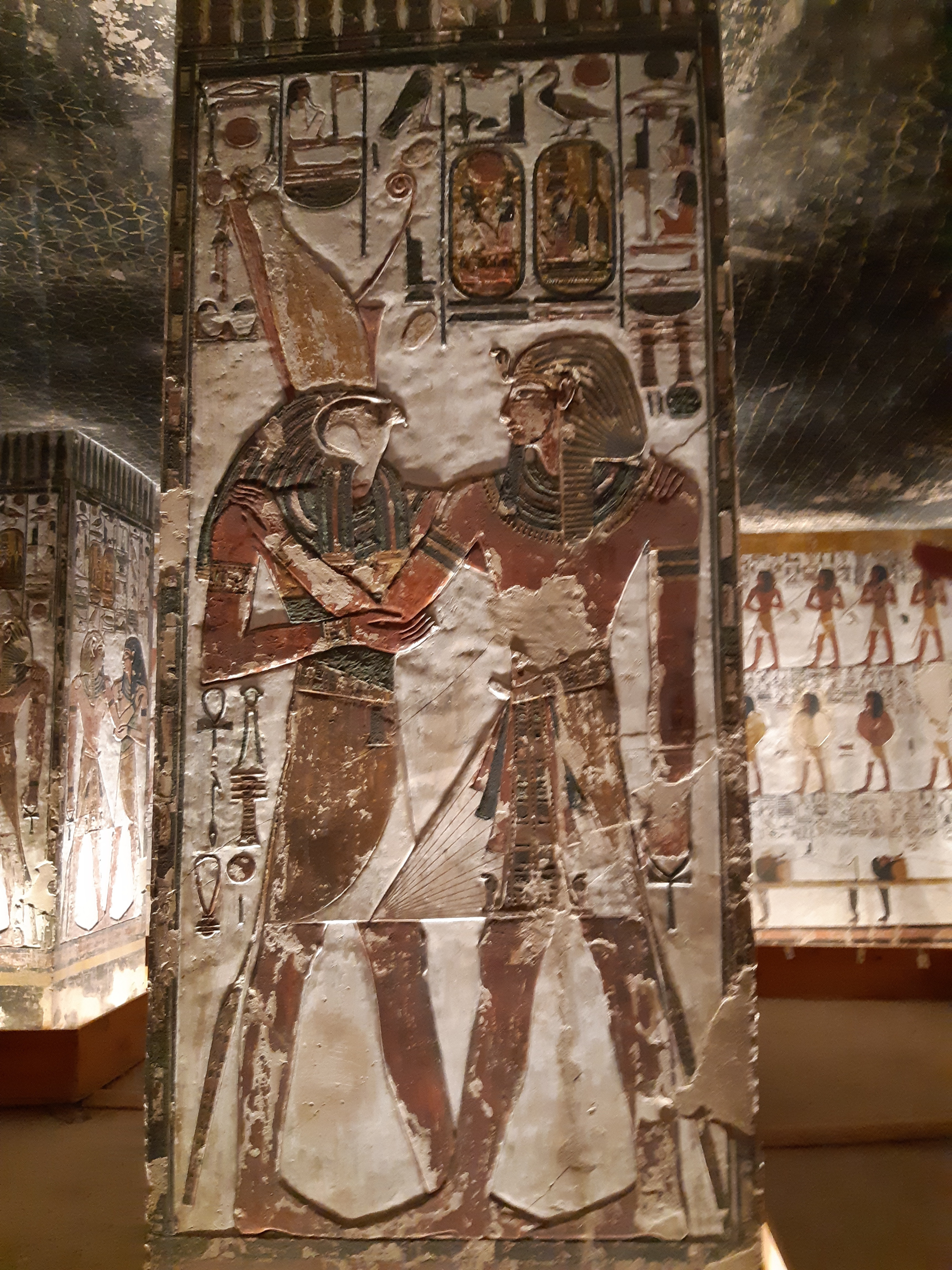
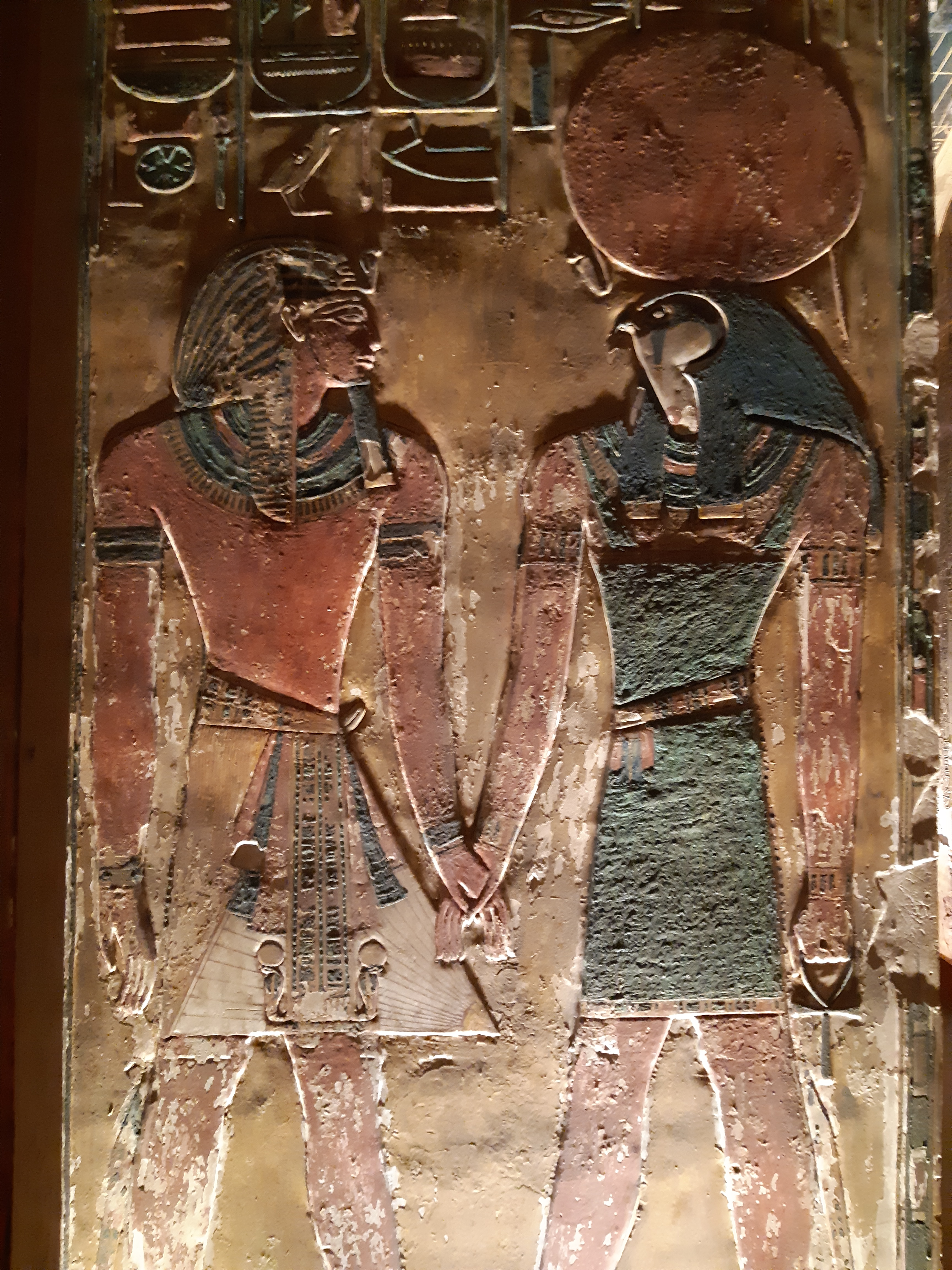
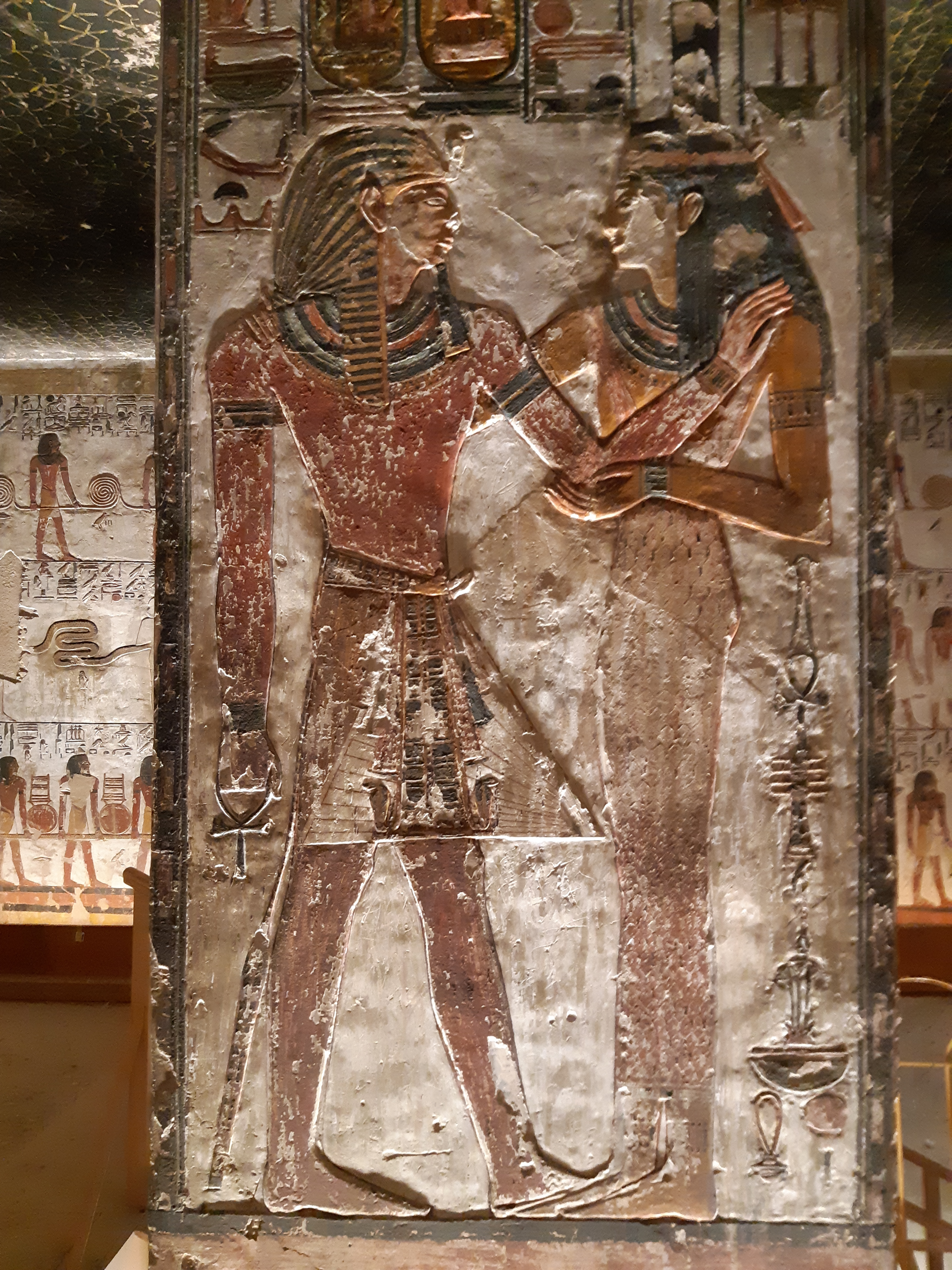
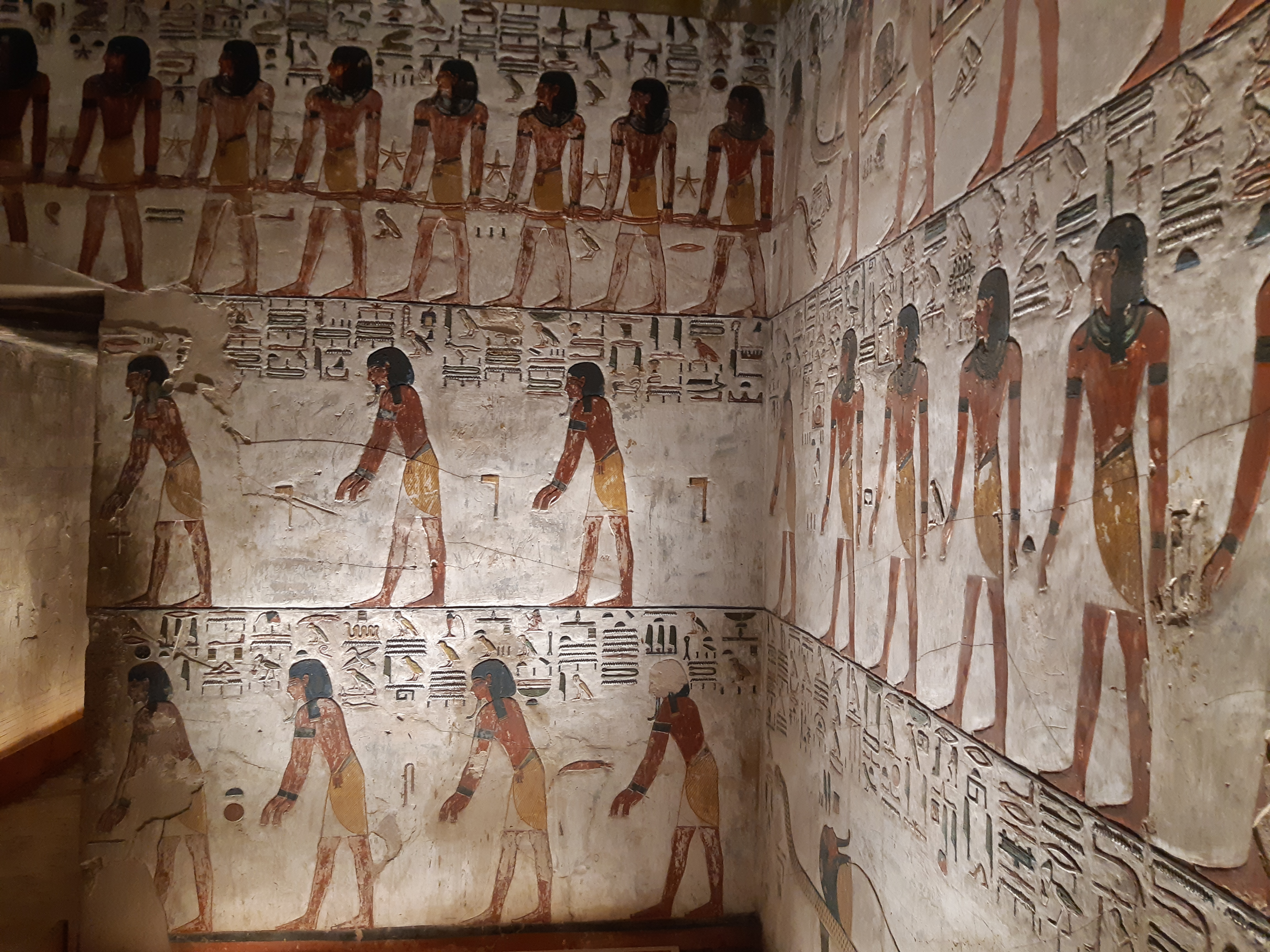
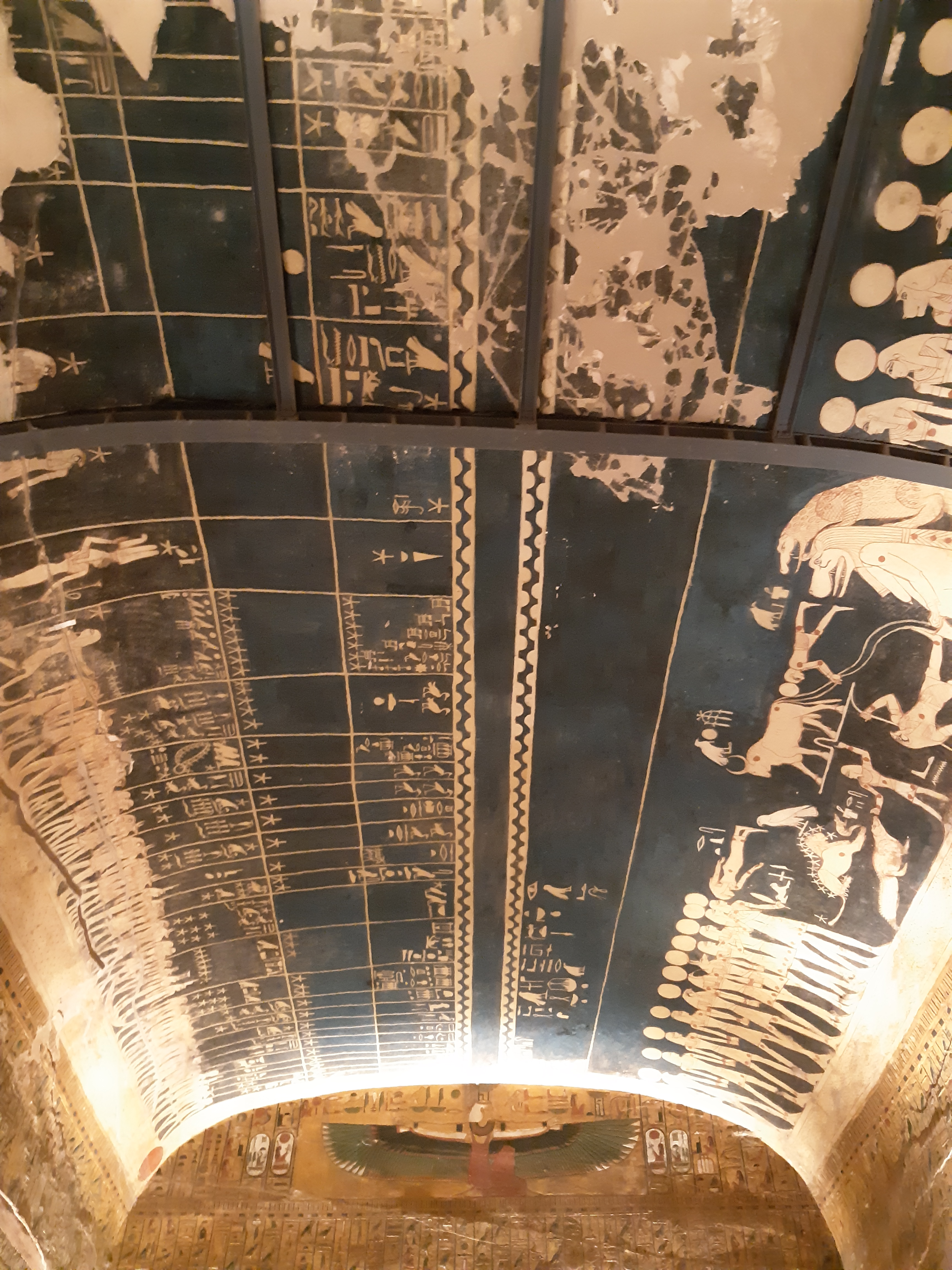
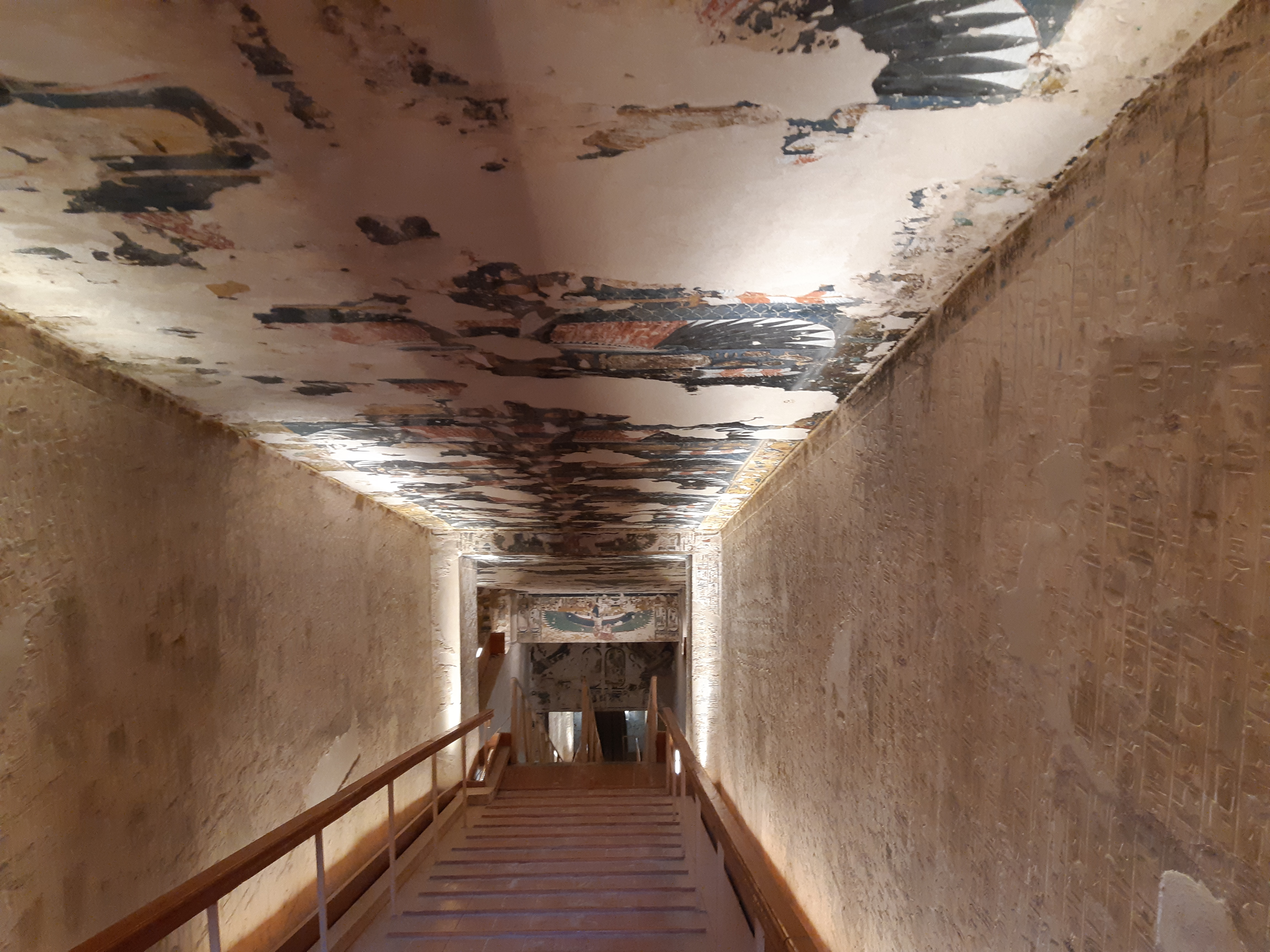
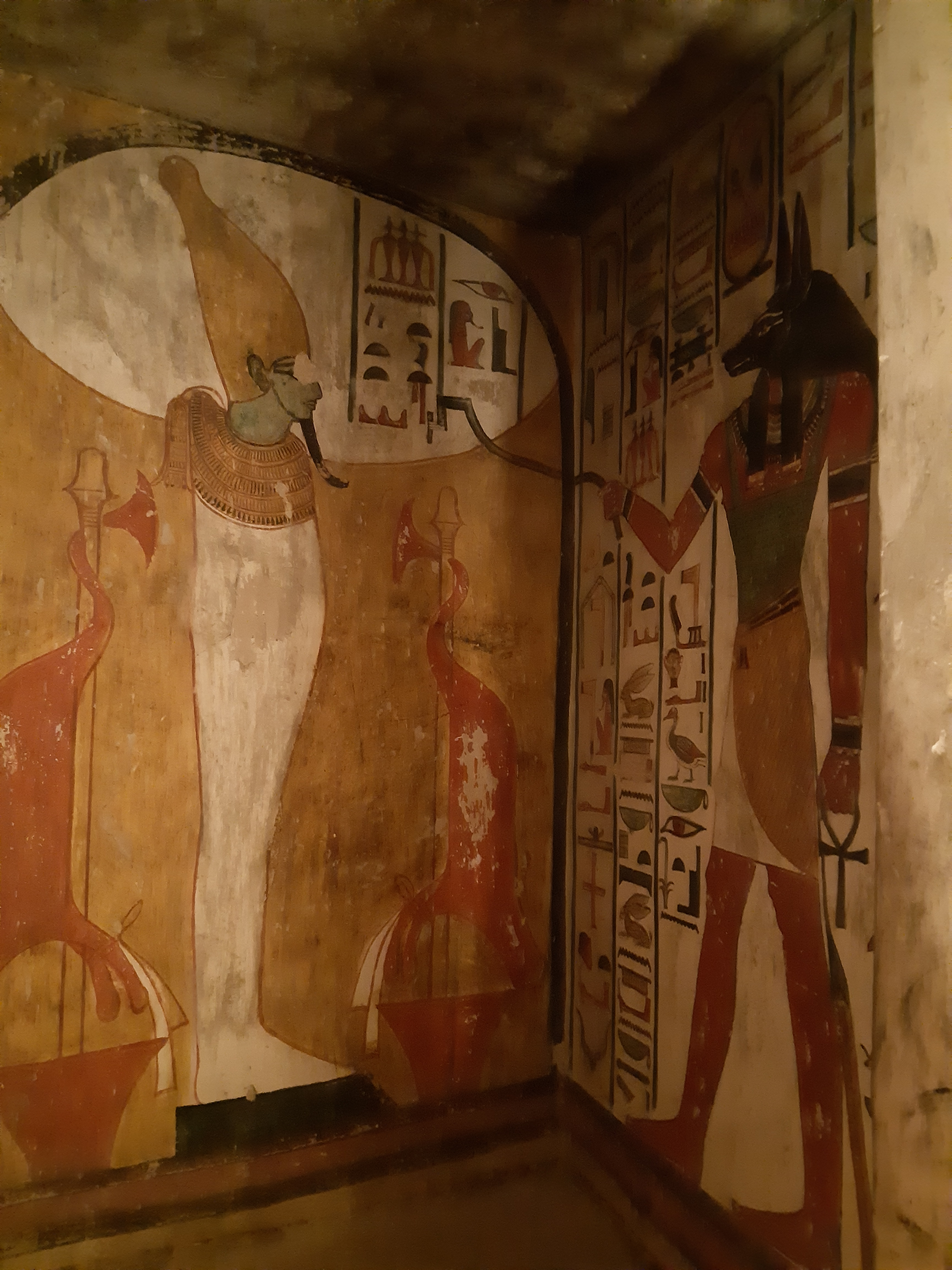
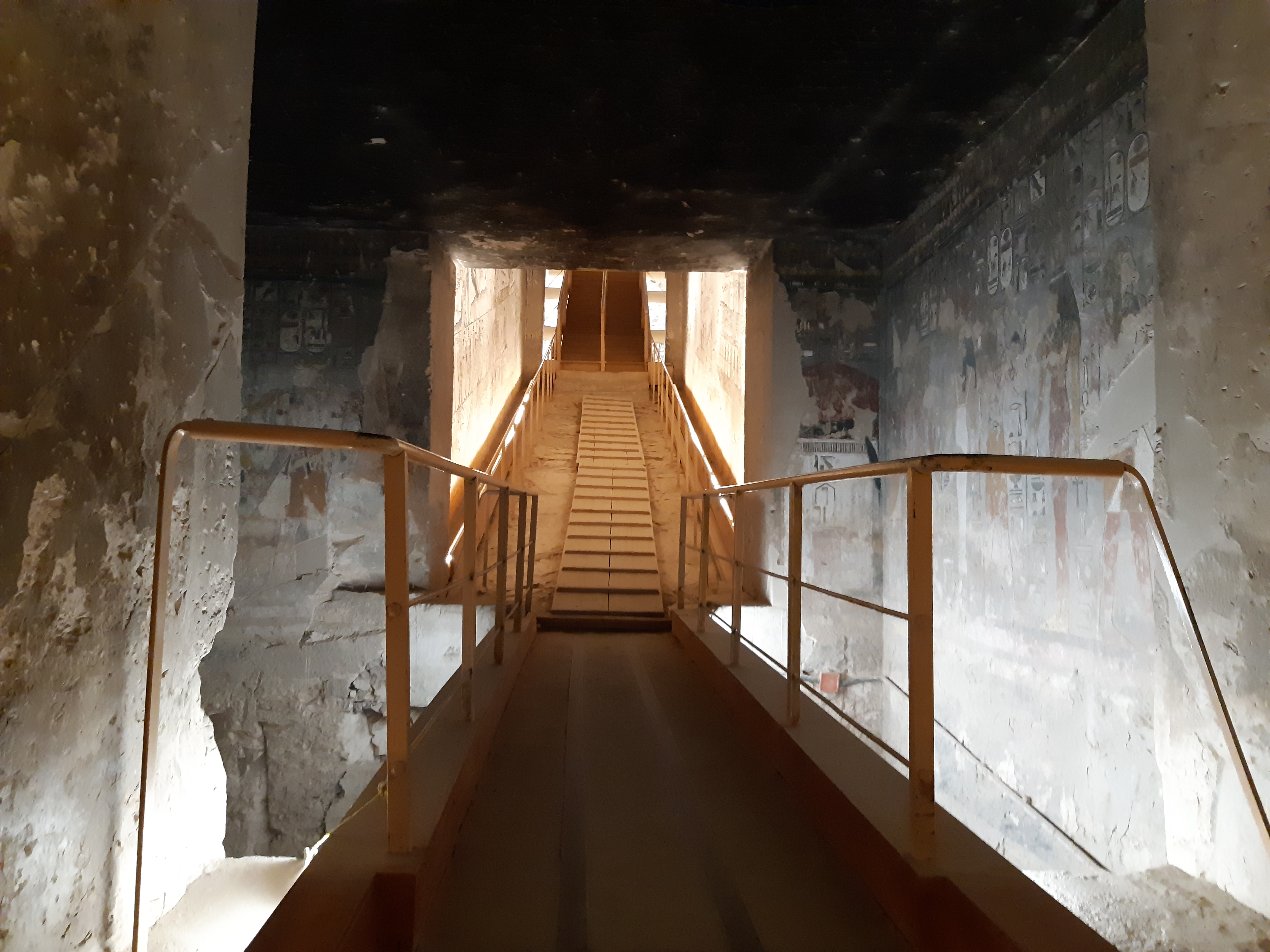
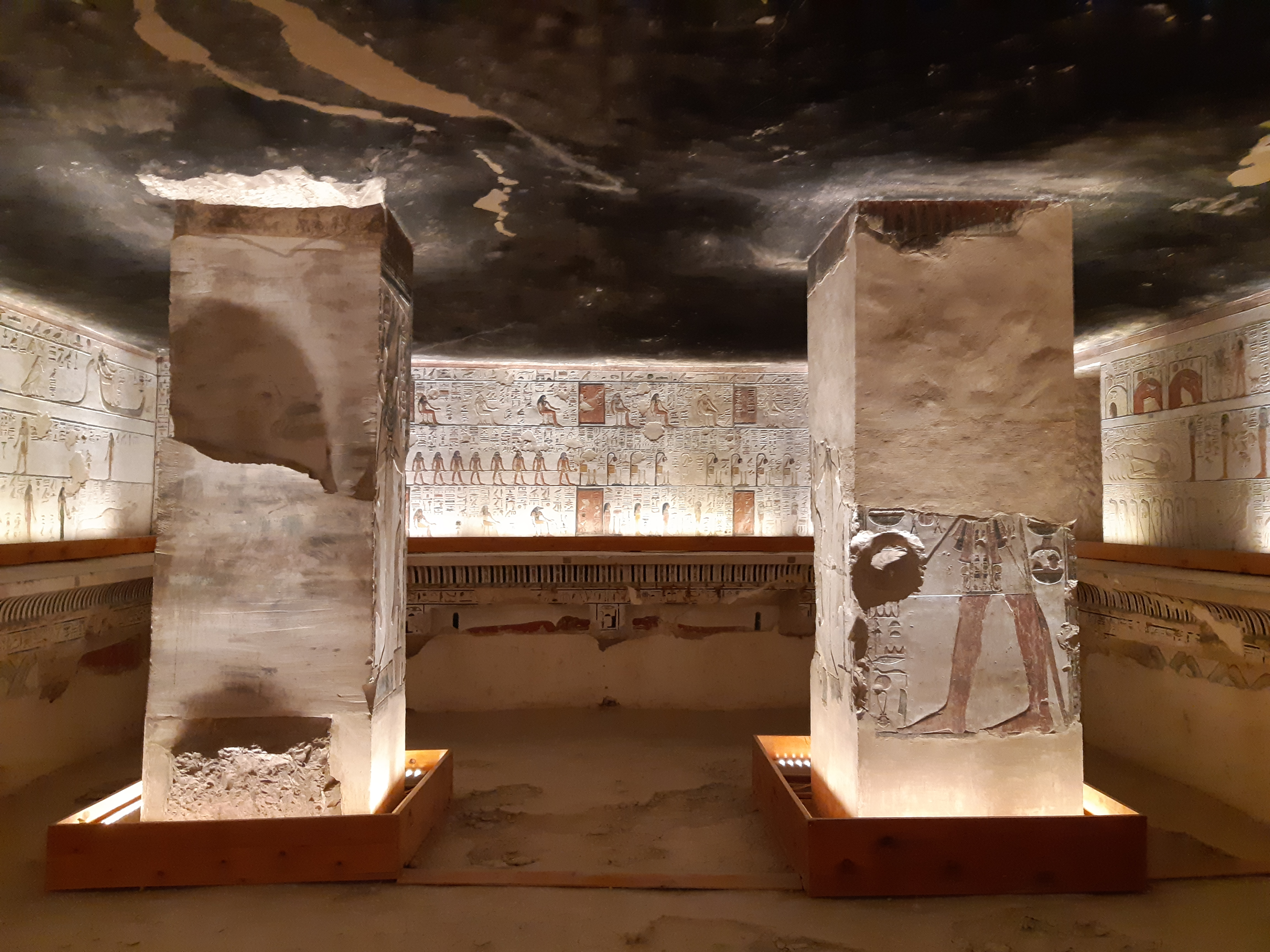
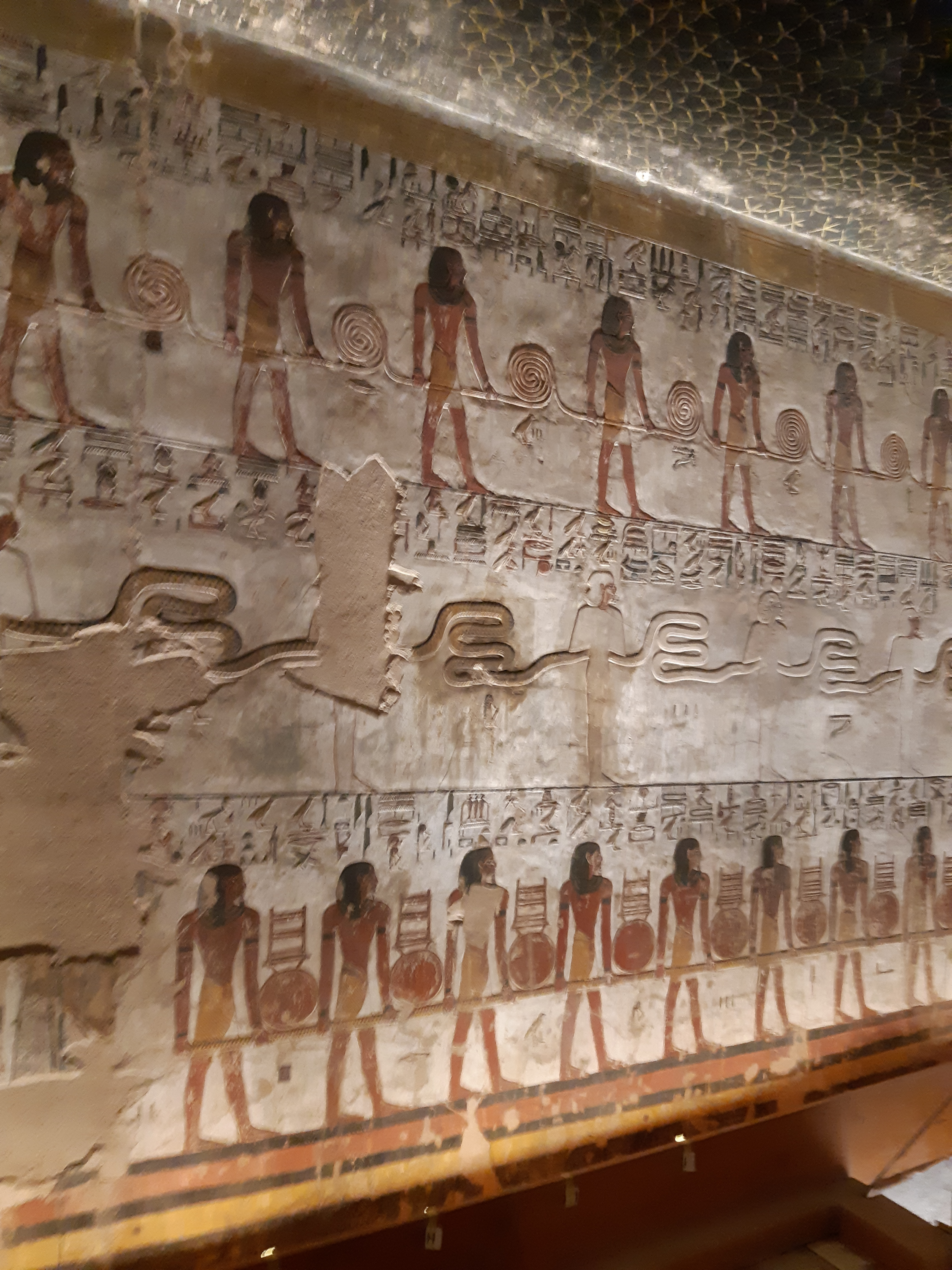